# Loja de conveniência

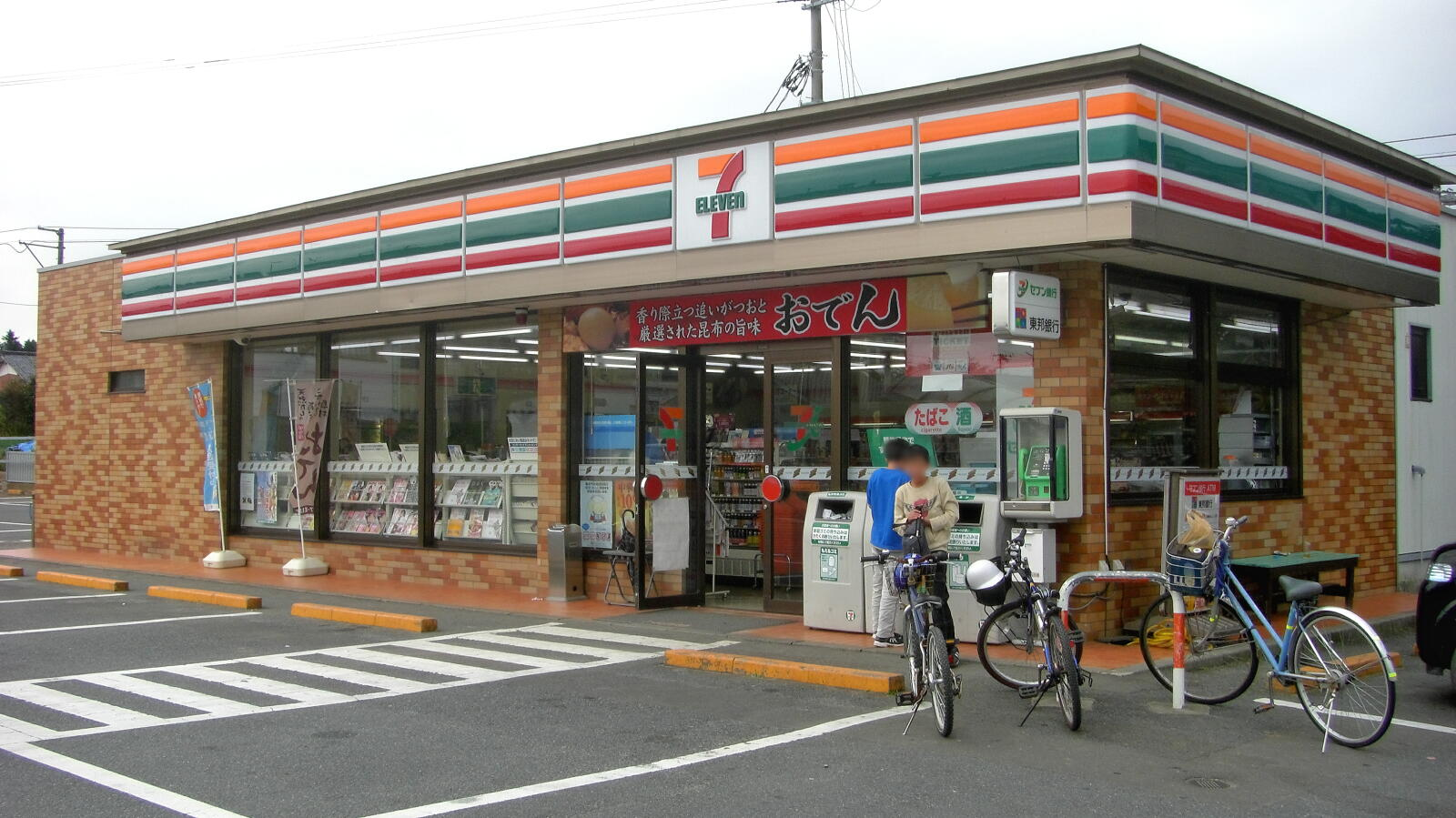
Loja de conveniência 7-Eleven no Japão.

Uma loja de conveniência é um pequeno estabelecimento comercial, muitas vezes funcionando em regime de franquia, localizada quase sempre em postos de abastecimento, estações ferroviárias ou de embarque, ou ruas movimentadas. Representam uma forma de se criar uma receita adicional e também de atrair novos consumidores. Normalmente, as lojas de conveniência estão abertas 24 horas, sem interrupção.